# Whiskas
Whiskas est une marque commerciale d'alimentation pour chat du groupe agro-industriel américain Mars Incorporated. Les produits sous cette marque sont composés de produits et de sous-produits carnés et d'additifs conservés en poche ou en boîte.
Les produits Whiskas sont fabriqués à Melton Mowbray en Angleterre, à Ernolsheim-sur-Bruche en Alsace et dans d'autres endroits du monde.

## Histoire
La marque fut fondée en 1936 sous le nom de Kal Kan, avant d'être rebaptisée Whiskas en 1988. « Whiskas » est dérivé du mot anglais whiskers, désignant les vibrisses c'est-à-dire les moustaches du chat.